# 2022年世界水泳選手権フィリピン選手団
2022年世界水泳選手権フィリピン選手団は、2022年6月18日から7月3日までハンガリーのブダペストで開催された第19回世界水泳選手権のフィリピン選手団、およびその競技結果。

## 選手団
- 人員: 選手 3人

## 選手名簿・結果
| 選手                             | 種目               | 予選      | 予選 | 準決勝   | 準決勝   | 決勝     | 決勝     |
| 選手                             | 種目               | 結果      | 順位 | 結果     | 順位     | 結果     | 順位     |
| -------------------------------- | ------------------ | --------- | ---- | -------- | -------- | -------- | -------- |
| ジョナサン・セバティアン・クック | 男子100m平泳ぎ     | 1分03秒95 | 43位 | 予選敗退 | 予選敗退 | 予選敗退 | 予選敗退 |
| ジョナサン・セバティアン・クック | 男子200m平泳ぎ     | 2分19秒95 | 33位 | 予選敗退 | 予選敗退 | 予選敗退 | 予選敗退 |
| ジャスミン・アルカルディ         | 女子50m自由形      | 26秒20    | 32位 | 予選敗退 | 予選敗退 | 予選敗退 | 予選敗退 |
| ジャスミン・アルカルディ         | 女子100mバタフライ | 1分01秒34 | 21位 | 予選敗退 | 予選敗退 | 予選敗退 | 予選敗退 |
| ミランダ・レナー                 | 女子100m自由形     | 57秒80    | 31位 | 予選敗退 | 予選敗退 | 予選敗退 | 予選敗退 |
| ミランダ・レナー                 | 女子50mバタフライ  | 27秒22    | 32位 | 予選敗退 | 予選敗退 | 予選敗退 | 予選敗退 |